# بوجالوف
بوجالوف (بالفرنسية: Bujaleuf)‏ هي إحدى بلديات مقاطعة فيين العليا في منطقة أقطانية الجديدة في غرب فرنسا.